# Negus negesti
Negus negesti, amhariska för "konungarnas konung", förr en abessinsk härskartitel, motsvarande kejsare. Under negus negesti regerade en negus (konung). 
Enligt legenden var Abessiniens alla kungar och kejsare som kallades nequs neqesti ättlingar till kung Salomo och drottningen av Saba, vilket bygger på uppgifter i det etiopiska nationaleposet Kebra Nagast (’Konungarnas ära’).
Till titeln negus negesti hörde titlarna "Guds utvalde" och "Lejonet av Juda".
Den siste regerande negus negesti var Haile Selassie, som störtades 1974.